# Contea di Sui
La contea di Sui (睢县S, Suī XiànP) è una contea della Cina, situata nella provincia di Henan e amministrata dalla prefettura di Shangqiu.